# Scooter (banda)
Scooter es un grupo alemán de techno y techno hardcore procedente de Hamburgo, que ha vendido más de 14 millones de discos y ganado 80 premios de platino y oro. También son considerados la banda alemana con más éxito con 20 éxitos entre los 10 primeros puestos en listas. La banda actualmente está formada por H. P. Baxxter, Michael Simon y Sebastian Schilde, el miembro más nuevo. Aunque la mayoría de los discos recientes de las bandas de su género siguen en su estilo, Scooter experimenta con otros estilos como hard dance, jumpstyle, e incluso ocasionalmente hip hop o house.
En su estilo personalizado destacan las voces habladas o gritadas, coros de multitudes y elementos de actuaciones en directo, al igual que una gran cantidad de samples. Entre sus éxitos más conocidos están "Hyper Hyper", "Move Your Ass!", "Fire", "How Much Is the Fish?", "Posse (I Need You on the Floor)", "Ramp! (The Logical Song)", "Nessaja", "Weekend!", "Maria (I Like It Loud)", "One (Always Hardcore)", "Hello! (Good to Be Back)", "The Question Is What Is The Question?" y "Jumping all over the World".

## Celebrate the NunyThe Loop!
En 1986 H. P. Baxxter y Rick J. Jordan se conocieron en Hannover (Alemania) a través de un anuncio y fundaron una banda de new wave y synth pop llamada Celebrate the Nun. El grupo lanzó dos álbumes de estudio: Meanwhile (1990) y Continuous (1991), además de cinco sencillos. En un principio empezaron como un cuarteto, sin embargo, Slin Tompson dejó el grupo en 1990 para empezar un proyecto en solitario. Las voces principales eran llevadas a cabo por Baxxter mientras que de la parte femenina de las voces se encargaba su hermana, Britt Maxime. Al no encontrar el éxito esperado en el ámbito new wave y synth pop, Baxxter empezó a trabajar en la primera compañía discográfica de música independiente de Hamburgo (actualmente Edel Records) en el sector de distribución y ventas, donde conoció al futuro mánager de Scooter, Jens Thele. Poco después, a finales de 1993, los antiguos miembros de Celebrate the Nun se alistaron con el primo de H. P. Baxxter (Ferris Bueller) bajo la gestión de Jens Thele para formar un grupo de remezclas, conocido como The Loop!, que llegó a estar entre los primeros de Alemania, lanzando varias remezclas de artistas como Adeva, Holly Johnson, The Tag Team, RuPaul y Marky Mark.

## Los comienzos de Scooter

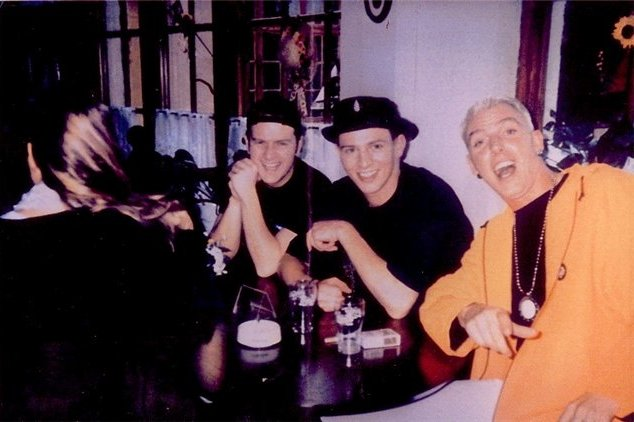
Scooter en su primera etapa, Rick J. Jordan, Ferris Bueller y H. P. Baxxter.

Scooter empezó como un proyecto en 1994. Su sencillo debut Vallée De Larmes (en castellano Valle de Lágrimas) alcanzó el n.º 8 en la lista oficial de éxitos dance alemana. En abril de ese año, Scooter dio su primer concierto en "El Paladium", en Hamburgo, donde el cantante H. P. Baxxter empezó a improvisar en una pista instrumental de dance, así fue como nació su segundo sencillo, Hyper Hyper. A partir de entonces, Scooter dejó de ser un proyecto para convertirse en un grupo.
Al principio, se esperaba que Hyper Hyper fuese un pequeño éxito dentro del mundo dance, pero sorprendentemente llegó a ser disco de platino vendiendo 700.000 copias alcanzando finalmente el n.º 2 en la lista de sencillos alemana Media Control. Los chicos demostraron que no eran un grupo de un solo éxito cuando su tercer sencillo, Move Your Ass alcanzó el n.º 3 en la Media Control pocas semanas después de su lanzamiento. Los sencillos consecuentes de su nuevo álbum And the Beat Goes On, Friends y Endless Summer ocuparon puestos similares.
La banda mantuvo la técnica inicial de su sonido en su segundo álbum, Our Happy Hardcore, hasta que el estilo cambió notablemente en 1996 con su sencillo I'm Raving (del tercer álbum Wicked) cuando los tempos bajaron de 160 y 190 BPM a 138 BPM. Sin embargo, esto no parecía abstener a sus seguidores de comprar sus discos, pues el sencillo consiguió una certificación de oro y finalmente alcanzó el n.º 4 en Alemania.
Un año después, Scooter se convirtió en el primer grupo de techno en usar un riff de guitarra eléctrica en "Fire", el primer sencillo de su cuarto álbum, Age of Love, el cual vendió 250.000 copias en las primeras cuatro semanas de su lanzamiento.

## Scooter en 1998-2002 y un nuevo grupoRatty

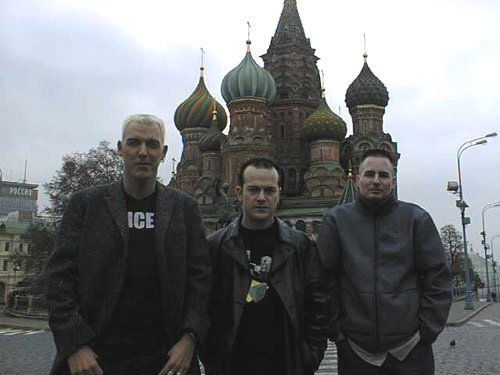
HP Baxxter, Rick J Jordan, Axel Coon en Moscú, Durante los días 22-26 de octubre de 2000.

En 1998, Ferris Bueller dejó el grupo para ejercer una carrera en solitario, siendo reemplazado por el DJ Axel Coon, quien ya había estado trabajando con la banda en el estudio de grabación. Poco después de la incorporación de Axel Coon, el grupo lanzó uno de sus sencillos memorables, How Much is the Fish?, que alcanzó el número 3, fue sencillo de oro con más de 300.000 copias vendidas. El quinto álbum, No Time to Chill, el cual apareció en las tiendas en julio de 1998, alcanzó la cuarta posición en la lista de álbumes Media Control, el cual es considerado el álbum más exitoso hasta la fecha, tanto en Alemania como en el extranjero.
En julio de 1999 "Faster, Harder, Scooter" fue el primer sencillo de su sexto álbum, Back to the Heavyweight Jam, que alcanzó el número 7 en las listas alemanas, la misma posición que también ocupó el álbum. En diciembre del mismo año, justo después de la salida del sencillo "Fuck the Millennium", HP Baxxter anunció que a partir de ese momento se denominaría Sheffield Dave, Ice, Screaming Lord y Candyman. "Back to the Heavyweight Jam", "Fuck the Millennium", el uso de alias y la introducción de "Fuck the Millenium" hacen clara referencia al grupo KLF, pioneros en el concepto de samples en directo.
En febrero de 2000 lanzaron Sunrise (Here I Am) bajo el nombre de Ratty , que también hizo remezclas de los sencillos de Gouryella, "Tenshi" y Marc et Claude, Lovin’ You. Hicieron una gira desde septiembre hasta mediados de noviembre, recorriendo la mayor parte de Europa.
Scooter lanzó su séptimo álbum, Sheffield, en mayo de 2000, que giró en una nueva dirección, incluyendo 6 / 8 pistas sobre ritmos "Don't Gimme the Funk" y "Sex Dwarf". A finales de 2000, después de su segundo sencillo "She's the sun" (en clara referencia a las raíces New wave tanto de HP como de Rick Jordan), consiguieron el premio Comet en el VIVA Comet Awards en la categoría "baile de más éxito".
El 21 de mayo de 2001 Scooter lanzó otro sencillo: Posse (I Need You on the Floor). Al principio lo lanzaron bajo el nombre de Guess Who? en un vinilo de promoción. Todos los fanes relacionaron a Ratty con Scooter y desde entonces no se sabe nada más de Ratty. El lanzamiento principal se hizo bajo el nombre de Scooter y el álbum se llamó We Bring the Noise! el 11 de junio de 2001 y sacaron su segundo sencillo un remix de I Shot the DJ y finalmente titulado Aiii Shot the DJ. Después de Ramp! (The Logical Song), que alcanzó el n.º 7 en Alemania y el n.º 1 en Lituania y la República Checa.

## Scooter en 2002-2006, de Axel Coon a Jay Frog

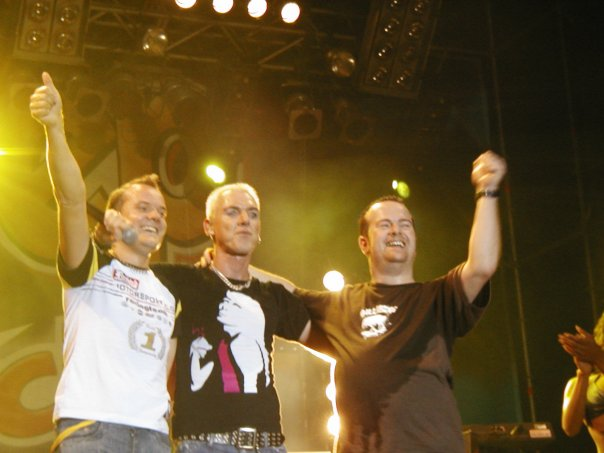
Jay Frog, HP Baxxter, Rick J Jordan. Durante un concierto en Kiev, el 4 de septiembre de 2004.

El 7 de enero de 2002 lanzaron el recopilatorio Push The Beat For This Jam (The Second Chapter), que contenía singles de las últimas canciones de Scooter (diferentes de las versiones de los álbumes), canciones en directo, remixes y caras B. Tras lanzar este recopilatorio, Axel dejó Scooter. Fue sustituido por el DJ y productor Jay Frog, que les había ayudado con su sencillo Nessaja (que se lanzó primero bajo el nombre de 3 AM). El 29 de julio, justo después de que Ramp! (The Logical Song) dejara el Top 10 de las listas británicas, se lanzó Push the Beat for This Jam (The Singles ‘94-‘02) en el Reino Unido, otro CD recopilatorio con algunos de los mejores singles de Scooter, desde Hyper Hyper hasta Nessaja
El 4 de noviembre de 2002 lanzaron 24 Carat Gold, un CD recopilatorio con todos sus singles.
El 31 de marzo de 2003 sacan The Stadium Techno Experience y de este álbum se extraen como singles Weekend!, The Night y un remix de Maria (I Like It Loud) con Marc Acardipane y Dick Rules, este trabajo fue un homenaje a The White Room de The KLF de 1991.
El 8 de noviembre de 2004 lanzan su décimo álbum Mind the Gap cuyo cuatro singles fueron Jigga Jigga!, One (Always Hardcore), Shake That! y Suavemente una versión del cantante puertorriqueño Elvis Crespo.
El 4 de noviembre de 2005 sacan su undécimo álbum, Who’s Got the Last Laugh Now?, los dos singles que sacan son: Hello! (Good to Be Back) y un remix compuesto de dos canciones Apache y Rock Bottom llamado Apache Rocks the Bottom

## Scooter desde 2006, Michael Simon y afianzamiento del Jumpstyle

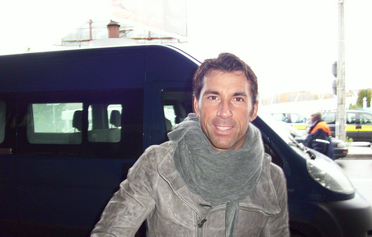
Michael Simon.

En 2006 al querer Jay Frog seguir con su carrera en solitario abandona el grupo y es sustituido por Michael Simon, el 19 de agosto de ese mismo año tocan en Suiza donde Simon debuta.
El 9 de febrero de 2007 el grupo saca un nuevo disco The Ultimate Aural Orgasm cuyos singles serían Behind the Cow y Lass Uns Tanzen, este es un álbum homenaje al creado por Depeche Mode en 1987 llamado Music for the Masses.
Meses más tarde el 30 de noviembre de 2007 lanzan Jumping All Over The World cuyos singles serían The Question What Is The Question?, And No Matches, Jumping All Over The World, un remix de I’m Lonely y el último sencillo fue, Jump That Rock, a dúo con Status Quo, es una versión del éxito de esta banda Whatever You Want.
El 2 de octubre de 2009 sacaron un nuevo disco con el nombre Under the Radar Over the Top cuyo sencillo de presentación fue J’Adore Hardcore sacado el 14 de agosto de 2009, su segundo sencillo fue Ti Sento y fue con la colaboración de la cantante italiana Antonella Ruggiero el 2 de octubre de 2009 haciéndolo coincidir con el lanzamiento del álbum, The Sound Above My Hair sacado el 27 de noviembre de 2009, el 12 de marzo de 2010 sacaron su cuarto sencillo Stuck On Replay, además de sencillo fue la canción oficial del los mundiales de hockey sobre hielo de 2010.
En abril de 2011 sacan Friends Turbo una versión remezclada de su sencillo Friends de 1995, Friends Turbo fue lanzado como tema oficial de la película alemana New Kids Turbo.
El 14 de octubre de 2011 salió The Big Mash Up el decimoquinto álbum de estudio, el primer sencillo de este álbum The Only One fue lanzado el 20 de mayo de 2011, Posteriormente David Doesn't Eat en octubre de 2011, Su tercer sencillo C'est Bleu contó con la colaboración de Vicky Leandros y salió el 30 de noviembre de 2011, el cuarto sencillo fue It's A Biz (Ain't Nobody) y fue lanzado el 9 de marzo de 2012.
El 7 de septiembre de 2012 salió el sencillo 4 am como promoción para su decimosexto álbum de estudio Music For A Big Night Out que salió el 1 de noviembre de 2012 junto con el segundo sencillo del álbum Army Of Hardcore.

## Miembros, exmiembros y colaboraciones

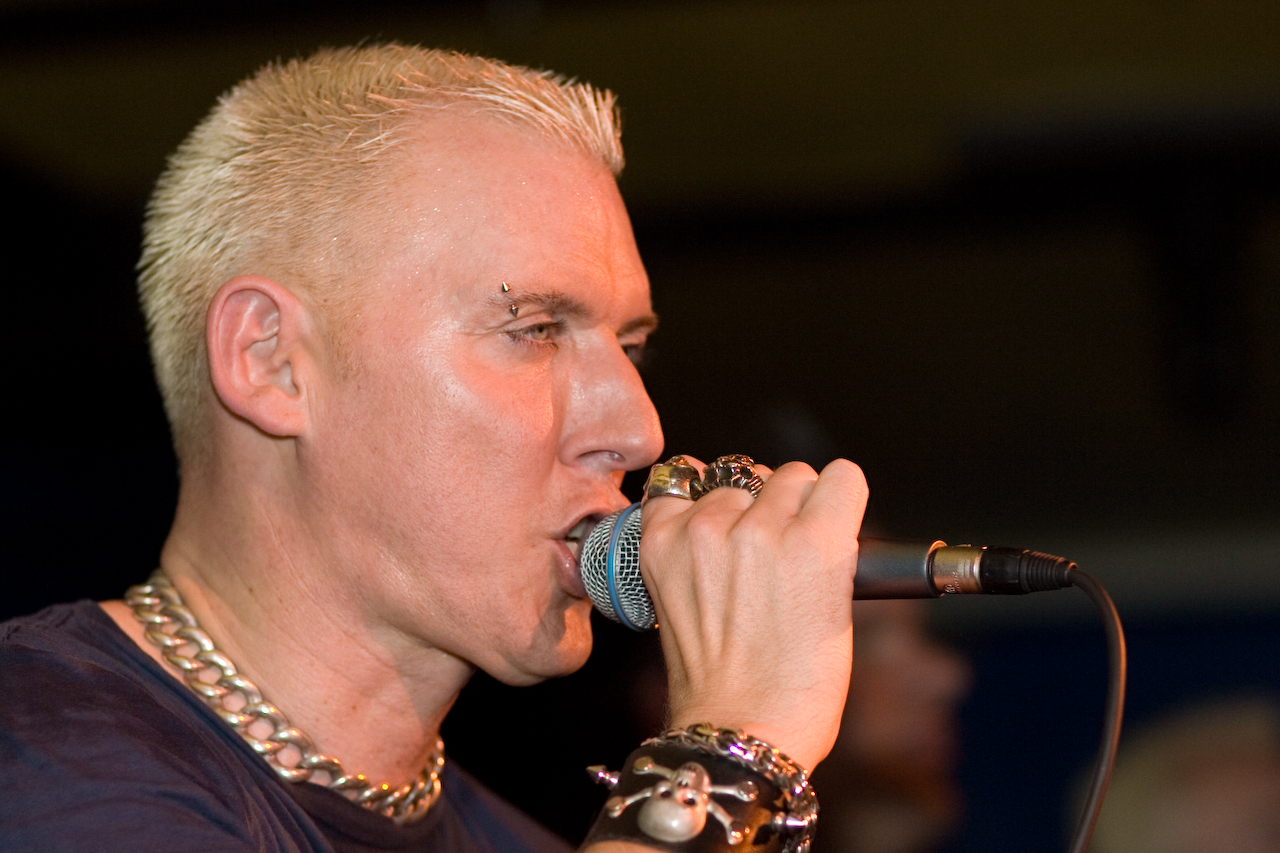
H.P. Baxxter.

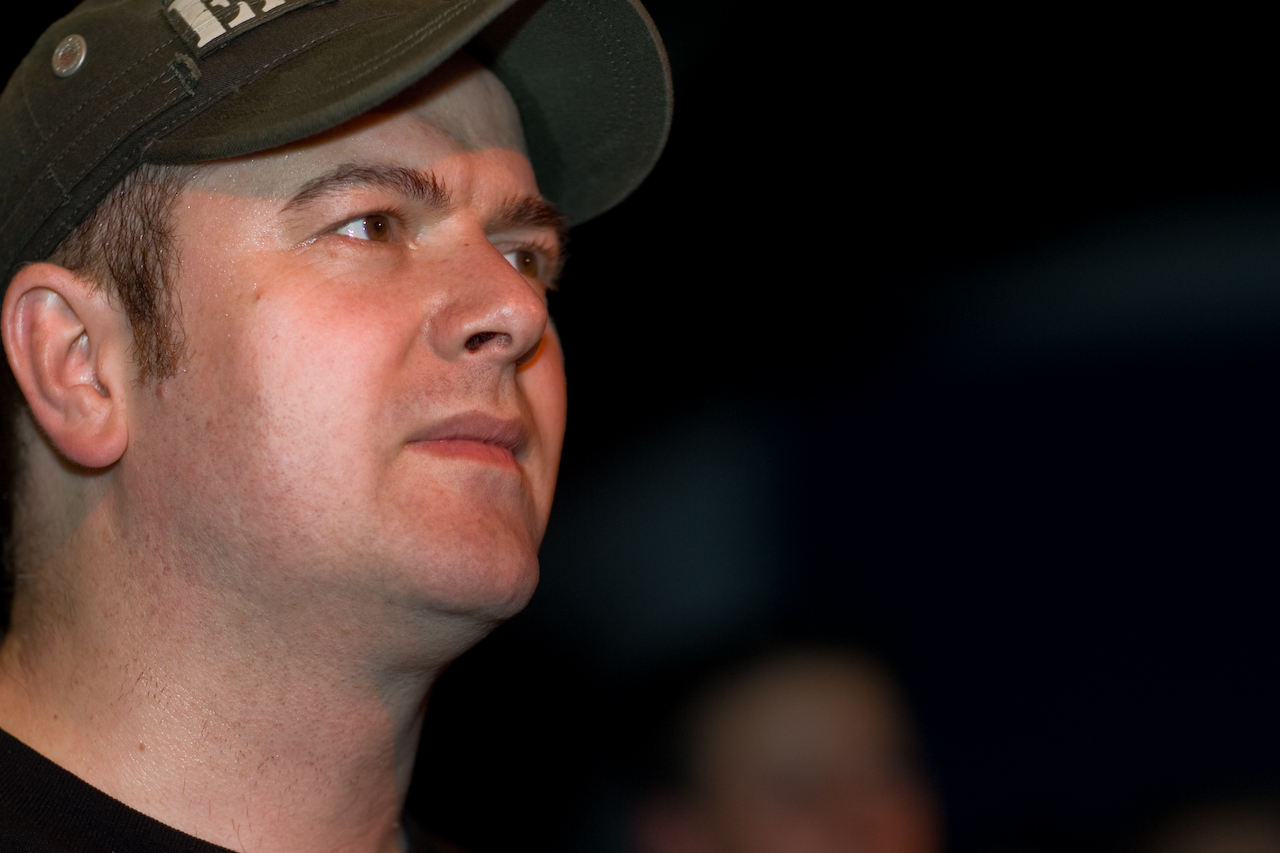
Rick J. Jordan.

### Miembros
- Hans Peter Geerdes (H. P. Baxxter, 16 de marzo de 1966) (1994 – Actualidad) – Vocalista y Guitarrista
- Phil Speiser (2014 – Actualidad) – Teclados
- Michael Simon (Michael Simon, 29 de agosto de 1971) (2006 - Actualidad) – Teclados

### Exmiembros
- Sören Bühler (Ferris Bueller, 29 de septiembre de 1971) – (1994 - 1998) - Teclados
- Axel Broszeit (Axel Coon, 23 de marzo de 1975) – (1998 - 2002) - Teclados
- Jürgen Frosch (Jay Frog, 7 de mayo de 1976) – (2002 - 2006) - Teclados
- Hendrik Stedler (Rick J Jordan, 1 de enero de 1968) (1994 – 2014) – Teclados

### Colaboraciones
- Marc Acardipane y Dick Rules en "Maria (I Like It Loud)"
- Bloodhound Gang en "The Shit That Killed Elvis"
- Fatman Scoop en "Behind the Cow"
- Status Quo en "Jump That Rock (Whatever You Want)"
- Antonella Ruggiero en "Ti Sento"
- Vicky Leandros en "C'est Bleu"

## Discografía[10]
Discos de Estudio

(1995) ...And The Beat Goes On 

(1996) Our Happy Hardcore

(1996) Wicked!

(1997) The Age Of Love

(1998) No Time To Chill

(1999) Back To The Heavyweight Jam

(2000) Sheffield

(2001) We Bring The Noise!

(2003) The Stadium Techno Experience

(2004) Mind The Gap

(2005) Who's Got The Last Laugt Now?

(2007) The Ultimate Aural Orgasm

(2007) Jumping All Over The World

(2008) Jumping All Over The World - Whatever You Want (UK) 

(2009) Under The Radar Over The Top

(2011) The Big Mash Up

(2012) Music For A Big Night Out

(2014) The Fifth Chapter

(2016) Ace

(2017) Scooter Forever

(2021) God Save The Rave

(2024) Open Your Mind and Your Trousers
Discos Recopilatorios

(1998) Rough And Tough And Dangerous (The Singles 94/98)

(2002) Push the Beat for this Jam (The Second Chapter)(The Singles 98-02)

(2002) 24 Carat Gold

(2013) 20 Years of Hardcore

(2018) 100% Scooter - 25 Years Wild & Wicked

Discos en directo

(2002) Encore: Live and Direct 

(2004) Live: Selected Songs of the 10th Anniversary Concert at Docks, Hamburg 

(2006) Excess All Areas-Live

(2010) Live In Hamburg

(2020) I Want To Your Stream!

Sencillos

| Año    | Título                                          | Álbum                                             |
| (1994) | «Vallée de larmes»                              |                                                   |
| (1994) | «Hyper Hyper»                                   | ...and the Beat Goes On!                          |
| (1995) | «Move Your Ass!!»                               | ...and the Beat Goes On!                          |
| (1995) | «Friends»                                       | ...and the Beat Goes On!                          |
| (1995) | «Endless Summer»                                | ...and the Beat Goes On!                          |
| (1995) | «Back in the U.K.»                              | Our Happy Hardcore                                |
| (1996) | «Let Me Be Your Valentine»                      | Our Happy Hardcore                                |
| (1996) | «Rebel Yell»                                    | Our Happy Hardcore                                |
| (1996) | «I'm Raving»                                    | Wicked!                                           |
| (1996) | «Break It Up»                                   | Wicked!                                           |
| (1997) | «Fire»                                          | The Age Of Love                                   |
| (1997) | «The Age Of Love»                               | The Age Of Love                                   |
| (1997) | «No Fate»                                       | Rough And Tough And Dangerous (The Singles 94/98) |
| (1998) | «How Much Is the Fish?»                         | No Time To Chill                                  |
| (1998) | «We Are the Greatest/I Was Made for Loving You» | No Time To Chill                                  |
| (1999) | «Call Me Mañana»                                | No Time To Chill                                  |
| (1999) | «Faster Harder Scooter»                         | Back To The Heavyweight Jam                       |
| (1999) | «Fuck The Millenium»                            | Back To The Heavyweight Jam                       |
| (2000) | «I'm Your Pusher»                               | Sheffield                                         |
| (2000) | «She's The Sun»                                 | Sheffield                                         |
| (2001) | «Posse (I Need You on the Floor)»               | We Bring The Noise!                               |
| (2001) | «Aiii Shot the DJ»                              | We Bring The Noise!                               |
| (2001) | «Ramp! (The Logical Song)»                      | Push the Beat for this Jam (The Singles 98-02)    |
| (2001) | «Habanera»                                      | Push the Beat for this Jam (The Singles 98-02)    |
| (2002) | «Nessaja»                                       | Push the Beat for this Jam (The Singles 98-02)    |
| (2003) | «Weekend!»                                      | The Stadium Techno Experience                     |
| (2003) | «The Night»                                     | The Stadium Techno Experience                     |
| (2003) | «Maria (I Like It Loud)»                        | The Stadium Techno Experience                     |
| (2003) | «Jigga Jigga!»                                  | Mind The Gap                                      |
| (2004) | «Shake That!»                                   | Mind The Gap                                      |
| (2004) | «One (Always Hardcore)»                         | Mind The Gap                                      |
| (2005) | «Suavemente»                                    | Mind The Gap                                      |
| (2005) | «Hello! (Good to Be Back)»                      | Who's Got The Last Laugh Now?                     |
| (2005) | «Apache Rocks The Bottom!»                      | Who's Got The Last Laugh Now?                     |
| (2007) | «Behind the Cow»                                | The Ultimate Aural Orgasm                         |
| (2007) | «Lass Uns Tanzen»                               | The Ultimate Aural Orgasm                         |
| (2007) | «Stripped»                                      | Mind The Gap                                      |
| (2007) | «The Question Is What Is the Question?»         | Jumping All Over the World                        |
| (2007) | «And No Matches»                                | Jumping All Over the World                        |
| (2008) | «Jumping All Over the World»                    | Jumping All Over the World                        |
| (2008) | «I'm Lonely»                                    | Jumping All Over the World                        |
| (2008) | «Jump That Rock (Whatever You Want)»            | Jumping All Over the World                        |
| (2009) | «J'Adore Hardcore»                              | Under The Radar Over The Top                      |
| (2009) | «Ti Sento»                                      | Under The Radar Over The Top                      |
| (2009) | «The Sound Above My Hair»                       | Under The Radar Over The Top                      |
| (2010) | «Stuck On Replay»                               | Under The Radar Over The Top                      |
| (2011) | «Friends Turbo»                                 | New Kids Turbo (Soundtrack)                       |
| (2011) | «The Only One»                                  | The Big Mash Up                                   |
| (2011) | «David Doesn't Eat»                             | The Big Mash Up                                   |
| (2011) | «C'est Bleu» (con Vicky Leandros)               | The Big Mash Up                                   |
| (2012) | «It's A Biz (Ain't Nobody)»                     | The Big Mash Up                                   |
| (2012) | «4 A.M.»                                        | Music For A Big Night Out                         |
| (2012) | «Army Of Hardcore»                              | Music For A Big Night Out                         |
| (2014) | «Bigroom Blitz» (con Wiz Khalifa)               | The Fifth Chapter                                 |
| (2014) | «Today» (con Vassy)                             | The Fifth Chapter                                 |